# Тамра
Тамра (ивр. טמרה‎, араб. طمرة‎) — город в Северном округе Израиля. Он находится в Нижней Галилее в 5 км к северу от города Шфарам и около 20 километров к востоку от Акко.
Население города - арабы-мусульмане. Название «Тамра» происходит от названия финиковой пальмы на арабском языке.

## История
Тамра была введена в состав Израиля во время арабо-израильской войны 1948 года, как часть операции Декель. Город быстро рос в течение первых лет после образования государства Израиль в связи с притоком палестинских беженцев из близлежащих разрушенных деревень, как аль-Бирва или аль-Дамун. Тамра получила статус местного совета в 1956 году и была объявлена городом в 1996 году.

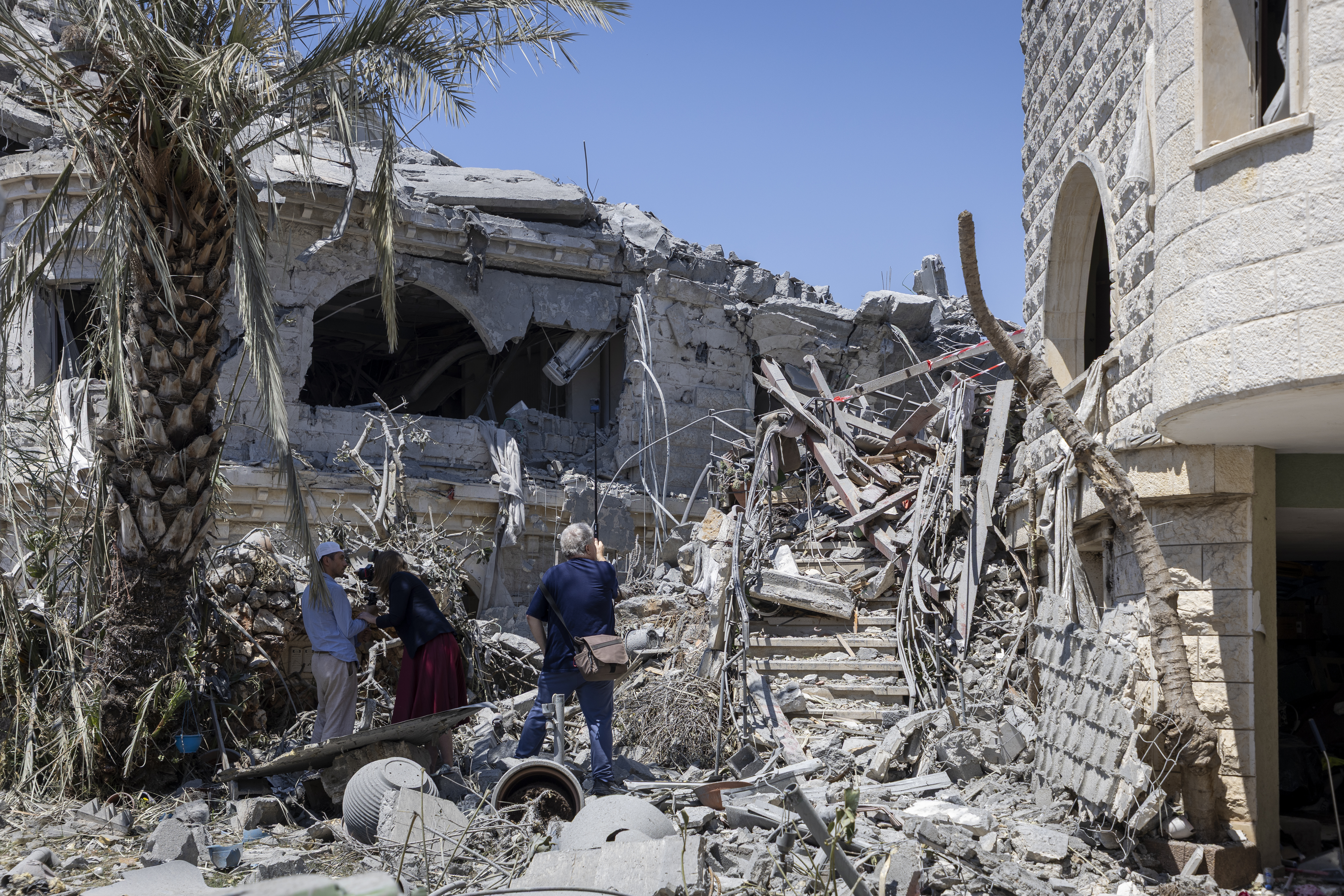
Результат ракетного обстрела Тамры в ночь с 14 на 15 июня 2025

В ночь с 14 на 15 июня 2025 года в результате ракетного удара Ирана по жилому дому в Тамре погибли 4 человека из одной семьи, ещё 20 были ранены. Бывший глава иранского отдела военной разведки Израиля (АМАН) Асаф Коэн в интервью для Newsru.co.il комментировал, что иранский удар был очевидной ошибкой, добавив: «И если каждый из нас задумается, то легко поймет, что именно они хотели поразить, попав в Тамру. Объекты, которые они хотели поразить, вполне укладываются в погрешность, приведшую к попаданию в Тамру.»

## Население
По данным Центрального статистического бюро Израиля, население на начало 2020 года составляло 34 392 человека.
Этнический состав населения города преимущественно арабский (99,6 % мусульмане), без существенного еврейского населения.

## Образование
Согласно данным ЦСБ, в городе существует 13 школ и 5779 учащихся. 54,6 % учащихся выпускных классов имеют право на получение аттестата зрелости.

## Занятость
.Среднемесячная заработная плата работника в течение 2019 года составила 5468 шекелей (в среднем по стране: 9745 шекелей)

## Спорт
Основная футбольная команда города, «Ха-Поэль Бней-Тамра» в настоящее время играет во второй лиге Израиля, перейдя в неё из третьей лиги в 2006 году. Небольшие клубы «Ха-Поэль Тамра» и «Маккаби Тамра» играют в четвёртой лиге Израиля.